# Lugagnano Val d'Arda
Lugagnano Val d'Arda é uma comuna italiana da região da Emília-Romanha, província de Piacenza, com cerca de 4.195 habitantes. Estende-se por uma área de 54 km², tendo uma densidade populacional de 78 hab/km². Faz fronteira com Carpaneto Piacentino, Castell'Arquato, Gropparello, Morfasso, Vernasca.

## Demografia
| Variação demográfica do município entre 1861 e 2011                               |
|                                                                                   |
| Fonte: Istituto Nazionale di Statistica (ISTAT) - Elaboração gráfica da Wikipedia |